# Conseil général de Cayenne
Le Conseil général de Cayenne est un monument historique de Guyane situé dans la ville de Cayenne.
Le site est inscrit monument historique par arrêté du 22 janvier 1979. Il a servi de siège au Conseil général de la Guyane jusqu'en 2015, quand celui-ci a fusionné avec le conseil régional (régime de la Collectivité territoriale unique), la nouvelle collectivité siégeant à la Cité administrative régionale de la Guyane.